# 화이트리스트
화이트리스트(whitelist, passlist, allowlist)는 식별된 일부 실체들이 특정 권한, 서비스, 이동, 접근, 인식에 대해 명시적으로 허가하는 목록이며, 이에 대한 과정은 화이트리스팅(whitelisting)이라고 한다. 반의어는 블랙리스트이다.

## 이메일 화이트리스트
스팸 필터는 이메일이 거부되거나 정크 메일 폴더로 보내지는 일을 막기 위해 특정 송신자 IP 주소들, 이메일 주소들 또는 도메인 이름들을 화이트리스트에 포함시키는 기능이 있는 경우가 있다.
이것들은 사용자에 의해 또는 시스템 관리자에 의해 수동으로 관리될 수 있으나 외부의 화이트리스트 서비스를 참조할 수도 있다.

## 같이 보기
- 블랙리스트
- 클로즈드 플랫폼